# Cathedra bahiensis
Cathedra bahiensis là một loài thực vật có hoa trong họ Olacaceae. Loài này được Sleumer mô tả khoa học đầu tiên năm 1984.